# 国際連合安全保障理事会決議1695
国際連合安全保障理事会決議1695（こくさいれんごうあんぜんほしょうりじかいけつぎ1695、英: United Nations Security Council Resolution 1695）は、2006年7月15日に国際連合安全保障理事会で採択された核の不拡散と朝鮮民主主義人民共和国（北朝鮮）に関する決議。略称はUNSCR1695。

## 概要
国連安保理決議1695は、2006年の北朝鮮のミサイル発射実験に対する決議で、北朝鮮によるミサイル発射を非難するとともに、弾道ミサイル計画に関わる全ての活動の停止を北朝鮮に要求するもの。一般に「北朝鮮のミサイル発射に対する国連非難決議」と呼ばれるもので、日本が非常任理事国の立場を活用して、初めて主導的に作成・提案・成立した決議であるといわれる。
当初は「制裁」に言及した国連憲章第7章を盛り込むことを提案し、最後まで主張を続けたが、中国とロシアは拒否権を行使することを言明、アメリカも中国に歩み寄りを見せたため、結局盛り込まれなかった。最終的な決議は全会一致で採択された。
これまで、北朝鮮による93年のミサイル発射実験では国連安保理は招集されず、98年のミサイル発射実験では安保理による報道発表（プレス声明）が行われるに留まっていた。

## 主な内容
- 北朝鮮による2006年7月5日の弾道ミサイル発射を非難
- 北朝鮮に対し、弾道ミサイル計画に関わる全ての活動の停止を要求
- 全加盟国に対し、国内法に従い、国際法の枠組みの範囲内で、弾道ミサイルと核兵器などの大量破壊兵器に関連するあらゆる物資や技術や資金の北朝鮮への移転を防止し、これらに関連する北朝鮮からの物資や技術や資金の調達を防止することを要求
- 北朝鮮に対し、六者会合への早期の無条件復帰と、IAEAへの早期復帰と、全ての核計画の放棄を強く要請

## 成立の経緯
- 2006年7月5日 - 北朝鮮がミサイル発射実験を実行
- 2006年7月15日 - 北朝鮮のミサイル発射に対する安保理決議（本決議）を全会一致で採択
- 2006年7月16日 - 同決議採択の45分後、北朝鮮側はこの決議案を拒否することを表明